# Medle
Medle – miejscowość (tätort) w Szwecji, w regionie administracyjnym (län) Västerbotten, w gminie Skellefteå.
Według danych Szwedzkiego Urzędu Statystycznego liczba ludności wyniosła: 543 (31 grudnia 2015), 544 (31 grudnia 2018) i 548 (31 grudnia 2019).